# 티스카 초프라
티스카 초프라(힌디어: टिस्का चोपड़ा, 영어: Tisca Chopra, 1973년 1월 11일 ~ )는 인도의 배우이다.